# Hélène Tréheux-Duchêne
Pour les articles homonymes, voir Duchêne et Tréheux.
 (avril 2023).
Hélène Tréheux-Duchêne, née le 7 janvier 1963 à Nancy est une diplomate française. En octobre 2022, elle est nommée ambassadrice de France au Royaume-Uni.

## Biographie
Fille du professeur Jacques Tréheux et de la médecin et professeure Augusta Tréheux, Hélène Duchêne naît à Nancy en 1963. Elle étudie à l'ENS à Paris (L1984), où elle est diplômée en lettres modernes, avant de poursuivre ses études à Sciences Po (1986, section Service Public) puis à l'ENA (1987-1989) ; elle y rencontre son futur mari, Rémi Duchêne.
À sa sortie d'école, elle rejoint en 1989 le service diplomatique français au Quai d'Orsay. Elle est promue à divers grades auprès de l'Union européenne. Entre 1999 et 2002, elle représente la France au siège des Nations unies à Genève. En 2008, elle est nommée directrice de la coopération scientifique et universitaire à la DGCID (Direction Générale de la Coopération Internationale et du Développement) du ministère français des Affaires étrangères.  En 2008, elle occupe également le poste de  directrice de la politique de mobilité et d'attractivité. Elle devient représentante permanente de la France auprès de l'OTAN de 2016 à 2019,.
En juillet 2019, elle prend la tête d'une direction générale aux Affaires étrangères,.
En octobre 2022, elle est nommée ambassadrice de France au Royaume-Uni,,. Troisième femme à occuper ce poste, elle succède à Catherine Colonna, nommée ministre de l'Europe et des Affaires étrangères en mai 2022,. Dans le cadre de ce poste, elle contribue notamment à alimenter les réflexions sur la transformation des relations franco-britanniques à la suite du Brexit.
De 2012 à 2016, elle est directrice de l'association « Femmes et Diplomatie ».

## Décorations
Le 14 novembre 2008, Hélène Tréheux-Duchêne est nommée au grade de chevalier dans l'ordre national du Mérite au titre de « directrice de la coopération scientifique et universitaire au ministère ; 21 ans de services civils ».
Le 6 avril 2012, elle est nommée au grade de chevalier dans l'ordre national de la Légion d'honneur au titre de « directrice des politiques de mobilité et d'attractivité au ministère ; 25 ans de services ».